# 能越自動車道
能越自動車道（のうえつじどうしゃどう、英語: NOETSU EXPWY）は、石川県輪島市の輪島ICから富山県砺波市の小矢部砺波JCTまで能登半島を縦断する総延長約117キロメートル (km) の高規格幹線道路（国土交通大臣指定に基づく高規格幹線道路（一般国道の自動車専用道路）（B路線））である。国道470号に指定されている。
高速道路ナンバリングによる路線番号は、東海北陸自動車道とともに「E41」が割り振られている。

## 概要
小矢部砺波JCTで東海北陸自動車道と北陸自動車道にそれぞれ接続している。既開通区間は小矢部砺波JCT -  七尾IC間および田鶴浜IC - のと里山空港ICであり、このうち徳田大津JCT - 穴水IC間は能登半島縦貫有料道路（能登有料道路の一部）として開通し、無料化に伴ってのと里山海道の一部となった（重複区間）。
起点と終点に関して、高規格幹線道路としての能越自動車道については、第四次全国総合開発計画（四全総）における高規格幹線道路構想一覧に「砺波 - 能登」の記述があり、国土交通省道路局の施策紹介・道路行政の解説における高規格幹線道路網図 においても「起点：砺波市、終点：輪島市」の記述がある。一方、一般国道470号としては、後述のとおり政令において「起点：輪島市、終点：砺波市」とされており、起終点がこれと逆転している。さらに、一方の端点である小矢部砺波ジャンクションは砺波市と小矢部市の市境に位置している。
このため、各文献においても起終点の記述が異なっており、公的機関の資料等にも能越自動車道は、「石川県輪島市 - 富山県砺波市」とする資料、「輪島市を起点とし…小矢部市に至る」とする資料等が存在している。
本項目においては、特記なき限り四全総における高規格幹線道路構想に基づく「起点：砺波市、終点：輪島市」として記す。

### 一般国道470号
一般国道の路線を指定する政令に基づく起終点および重要な経過地は次のとおり。
- 起点：輪島市
- 終点：砺波市
- 重要な経過地：七尾市、氷見市、高岡市、富山県西礪波郡福岡町[注釈 3]、小矢部市
- 総延長 : 70.5 km（富山県 43.8 km、石川県 26.6 km）[9][注釈 4]
- 重用延長 : なし[9][注釈 4]
- 未供用延長 : なし[9][注釈 4]
- 実延長 : 70.5 km（富山県 43.8 km、石川県 26.6 km）[9][注釈 4]
  - 現道 : 70.5 km（富山県 43.8 km、石川県 26.6 km）[9][注釈 4]
  - 旧道 : なし[9][注釈 4]
  - 新道 : なし[9][注釈 4]
- 指定区間：輪島市杉平町成坪34番1 - 石川県鳳珠郡穴水町字宇留地ケ98番、七尾市赤浦町六32番1 - 小矢部市水島2149番2[10]

1987年（昭和62年）の計画当初は小矢部砺波JCT〜福岡ICを一般国道156号、福岡IC〜高岡ICを一般国道8号、高岡IC〜七尾市を一般国道160号のバイパス道路として計画されていた。1993年（平成5年）に新設の一般国道470号へ編入された。

## 事業名

### 高岡砺波道路
- 起点：富山県高岡市五十里（高岡北IC）

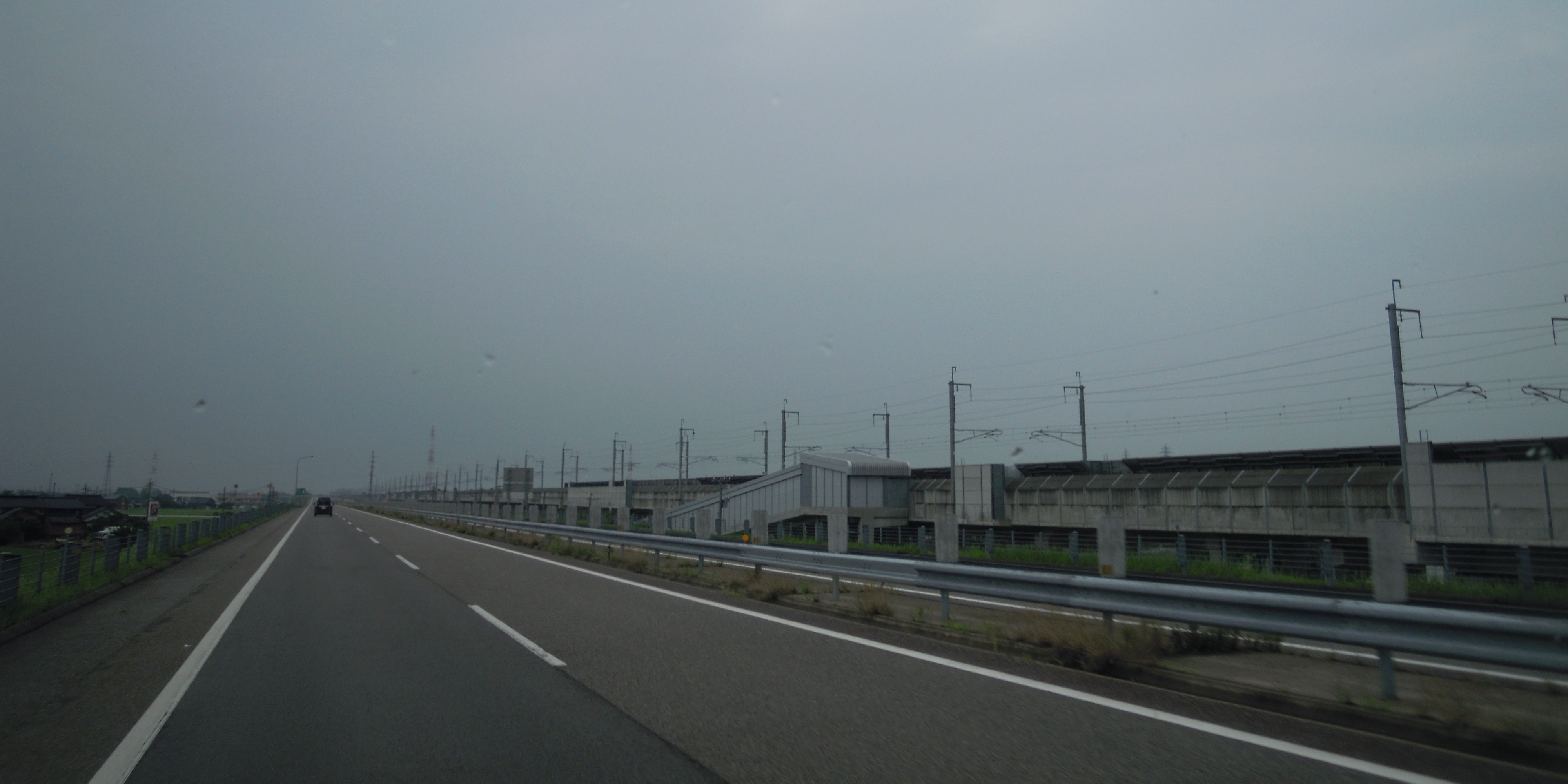
福岡IC - 高岡ICで七尾方面を撮影。
右側に北陸新幹線が並走している。

- 終点：富山県小矢部市水島（小矢部砺波JCT）
- 延長：18.2 km
- 規格：第1種第2級
- 設計速度：100 km/h
- 道路幅員：23.5 m（土工部）
- 車線幅員：3.5 m
- 車線数
  - 小矢部砺波JCT - 高岡IC：4車線
  - 高岡IC - 高岡北IC：暫定2車線[11]

小矢部砺波JCT - 高岡ICの区間は富山県道路公社が、高岡IC - 高岡北ICの区間は国土交通省北陸地方整備局富山河川国道事務所が管理している。
2018年（平成30年）6月20日に福岡本線料金所が廃止された。これにより有料区間は実質、小矢部砺波JCT - 小矢部東ICのみとなり、小矢部東IC以北は実質無料で通行できる。

### 氷見高岡道路
- 起点：富山県氷見市大野（氷見IC）
- 終点：富山県高岡市五十里（高岡北IC）
- 延長：11.2 km
- 規格：第1種第3級
- 設計速度：80 km/h
- 道路幅員（完成時）
  - 土工部：22.0 m
  - 長大橋部：20.5 m
  - トンネル部：2×9.5 m
- 車線幅員：3.5 m
- 車線数：4車線（暫定2車線）

全線を国土交通省北陸地方整備局富山河川国道事務所が管理している。

### 七尾氷見道路
- 起点：石川県七尾市八幡町（七尾IC）
- 終点：富山県氷見市大野（氷見IC）
- 延長：28.1 km
- 規格：第1種第3級
- 設計速度：80 km/h
- 道路幅員
  - 土工部：22.0 m（暫定12.0 m）
  - 長大橋部：20.5 m（暫定10.5 m）
  - トンネル部：19.0 m（暫定9.5 m）
- 車線幅員：3.5 m
- 車線数：4車線（暫定2車線）

2015年（平成27年）2月28日の暫定2車線全線開通により北陸自動車道・東海北陸自動車道の小矢部砺波JCTから七尾ICまで1本でつながり、高岡市から七尾市までは国道160号と併せてダブルネットワークが形成された。国道160号の氷見市から七尾市にかけては海岸線沿いを縫うように走る区間が多く、それまで越波や大雨、土砂崩れ等によりしばしば通行止めになったり、幅員が狭い区間も多いことから歩行者の安全確保が難しい面あったが、七尾氷見道路が代替補完ルートとなって車・歩行者がより安全に通行できるようになった。また富山・石川県境地区から氷見市・高岡市・七尾市それぞれの市街地に位置する病院への緊急搬送時間が短縮されている。
同年3月14日に開業した北陸新幹線新高岡駅からは自動車やバスにより能越自動車道経由で七尾市や和倉温泉まで約1時間で結ばれ、高岡駅 - 氷見・和倉温泉間に定期観光バスの運行も始まったほか、金沢北部より能登半島の途中までほぼ西海岸に沿って北上し七尾市・穴水町方面に延びる「のと里山海道」を利用した周遊観光も期待されている。
富山県側を国土交通省北陸地方整備局富山河川国道事務所が、石川県側を同金沢河川国道事務所が管理している。

### 田鶴浜七尾道路
- 起点：石川県七尾市赤浦町（病院西IC）
- 終点：石川県七尾市千野町（七尾IC）
- 延長：3.4 km
- 規格：第1種第3級
- 設計速度：80 km/h
- 道路幅員
  - 土工部：22.0 m（暫定12.0 m）
  - 長大橋部：20.5 m（暫定10.5 m）
- 車線幅員：3.5 m
- 車線数：4車線（暫定2車線）

田鶴浜七尾道路は、能越自動車道全線の中で最後となる2016年度（平成28年度）に事業化された。
田鶴浜ICから七尾ICにかけて直線約7 kmの区間は、ルート選定に当たり、高規格幹線道路としては全国で初めてPI手法によるルート検討がなされた。6回にわたり「みちづくり懇談会」と称す意見交換会で協議した結果、2004年（平成16年）6月9日には原案6案の中から田鶴浜ICで直結する国道249号七尾田鶴浜バイパスを活用し、公立能登総合病院や和倉温泉などへのアクセスを考慮したルートで合意され、2006年（平成18年）6月にはルート帯が決定した。七尾田鶴浜バイパスを含む約6.1 kmは既存道路を上記規格へ改築し、七尾IC側の約3.4 kmは新設となる。改築区間と新設区間の境目には輪島方面のハーフICとして病院西IC（仮称）を設置し、新設区間には富山方面のハーフICとして病院東IC（仮称）を設置する事となった。
併せて2005年（平成17年）に環境影響評価の手続きに着手し、2010年（平成22年）7月より都市計画決定に向けた計画案の地元説明会を、同年9月から10月にかけて環境影響評価準備書の縦覧を行った。これに対し、2011年（平成23年）7月13日に環境影響評価書に対する環境大臣意見が国土交通省に提出された
1日あたり9,300 - 17,500台（2030年時点）と推定される計画交通量を踏まえて経済効果と事業コストを比較検討する費用便益分析など新規事業採択時評価が実施され、2016年（平成28年）3月8日開催の社会資本整備審議会（道路分科会）では新設区間3.4 kmを「田鶴浜七尾道路」として翌年度に事業着手することが妥当であると判断された。また、新規事業化に当たって田鶴浜七尾道路以西の現道活用区間は必要な安全対策のみを行い、自動車専用道路化は当面見送ることが示された。
その後、測量や地質調査、用地取得、詳細設計などの工事準備を経て2020年（令和2年）8月8日に着工した。開通時期は未定。

### 七尾田鶴浜バイパス
一般国道249号バイパスとして整備された。能越自動車道として病院西IC - 高田IC間を現道活用予定である。

### 田鶴浜道路
- 起点：石川県羽咋郡志賀町徳田（徳田大津IC）
- 終点：石川県七尾市田鶴浜町（田鶴浜IC）
- 延長：5.1 km（能越道区間）[18]
- 規格：第1種第3級[34]
- 設計速度：80 km/h[34]
- 道路幅員：暫定11.0 m[34]
- 車線幅員：3.5 m
- 車線数：4車線（暫定2車線）

田鶴浜道路は徳田大津IC - 徳田大津JCT - 田鶴浜IC - 高田ICの区間で、このうち徳田大津IC - 田鶴浜ICが能越道本線として、田鶴浜IC - 高田ICがアクセス区間として建設された。
かつては石川県道路公社が一般有料道路として管理していた。公社の廃止に伴い2013年（平成25年）3月31日に無料化された。

### 能登半島縦貫有料道路
石川県道1号七尾輪島線のうち有料区間として、開通当初「能登半島縦貫有料道路」の名称で整備された。後に粟崎IC - 徳田大津ICの「能登海浜道路」が全通した際に名称を統合して「能登有料道路」となったが、田鶴浜道路とともに2013年（平成25年）3月31日無料化され「のと里山海道」の名称となった。

### 穴水道路

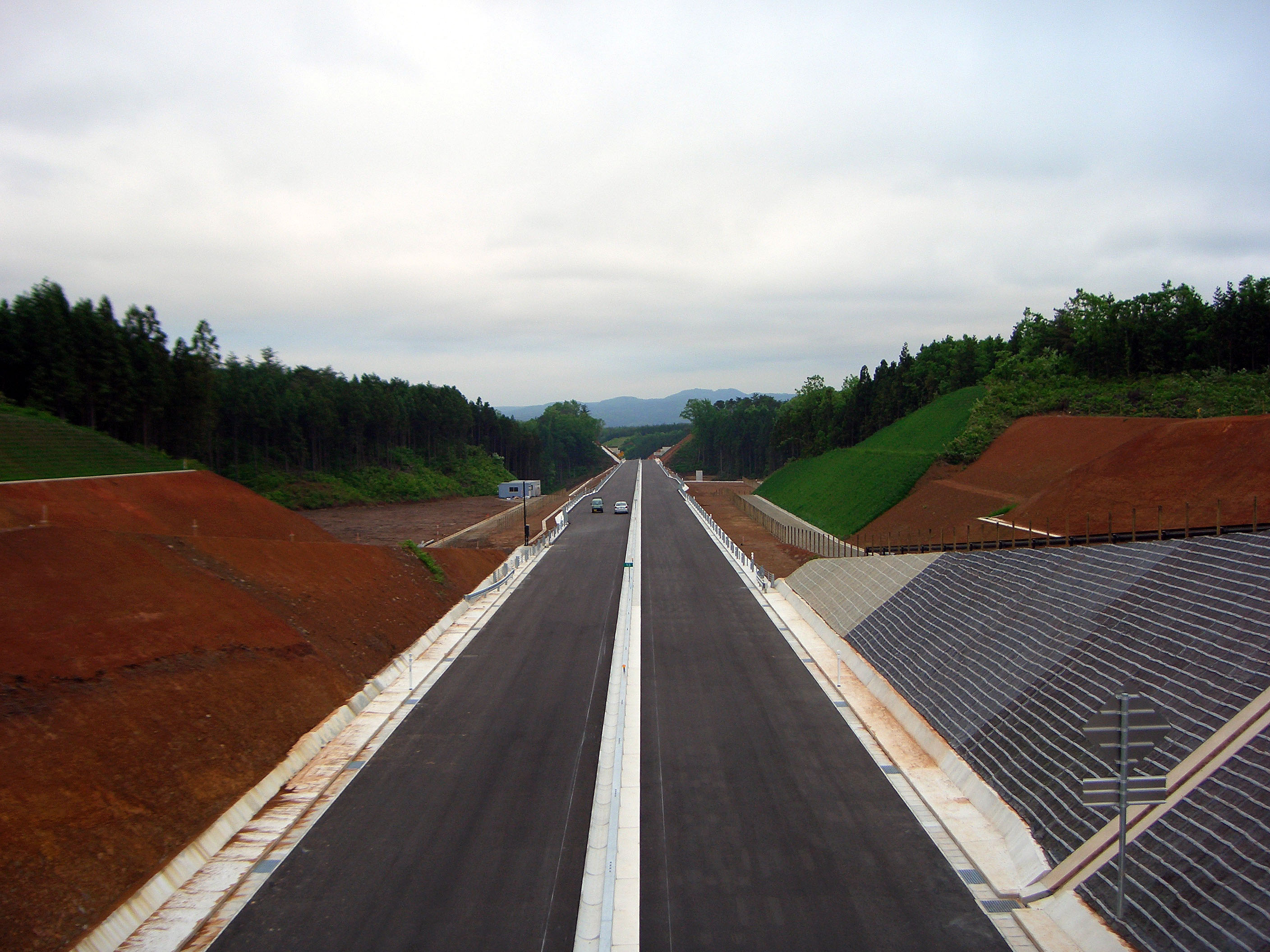
建設当時の穴水道路
（石川県鳳珠郡穴水町字麦ケ浦にて）

- 起点：石川県輪島市三井町洲衛（のと里山空港IC）
- 終点：石川県鳳珠郡穴水町此木（穴水IC）
- 延長：6.2 km
- 道路規格：第1種第3級
- 設計速度：80 km/h
- 道路幅員
  - 土工部：22.0 m（暫定14.25 m）
  - 長大橋部：20.5 m（暫定11.65 m）
- 車線数：4車線（暫定2車線）

全線を国土交通省北陸地方整備局金沢河川国道事務所が管理している。暫定2車線ながら中央分離帯が設置されている。のと里山海道に接続し能登空港へのアクセス道路として整備されたものである。半島振興法を背景とする能登空港と金沢市方面とのネットワーク形成（いわゆる「金沢能登2時間構想」）、石川県道1号七尾輪島線における通行困難区間の迂回路、輪島市方面から七尾市の救急指定病院へのアクセス道路という3つの役割を併せ持つ。

### 輪島道路
- 起点：石川県輪島市杉平町（輪島IC）[33]
- 終点：石川県輪島市三井町洲衛（のと里山空港IC）[33]
- 延長：11.5 km[33]
- 構造規格：第1種第3級
- 設計速度：80 km/h
- 道路幅員：22.0 m（暫定13.5 m）
- 車線数：4車線（暫定2車線）
- 車線幅員：3.5 m

全線が国土交通省北陸地方整備局金沢河川国道事務所により事業化されている。輪島道路も暫定2車線時から中央分離帯が設置されている。輪島道路は輪島市三井町本江（のと三井IC）から同市三井町洲衛（のと里山空港IC）まで4.7 kmの区間と、輪島市杉平町（輪島IC）からのと三井ICまで6.8 kmのII期区間とに分けられる。いずれも1999年（平成11年）5月14日に都市計画決定し、のと三井IC - のと里山空港ICまでは2006年度（平成18年度）に輪島道路として事業化され2013年（平成25年）11月10日に着工した。着工に際しのと三井IC脇で催された起工式で輪島市長（当時）の梶文秋は「全線開通という悲願に向け大きな一歩」と、石川県知事（当時）の谷本正憲も「首都圏から奥能登へ足を運んでいただくために不可欠な道路」と述べ着工を祝った。2023年（令和5年）9月16日に開通した。
一方のII期区間については2011年（平成23年）11月16日開催の社会資本整備審議会（道路分科会）での採択を経て2012年度（平成24年度）に輪島道路（II期）として事業化されており、今後は素案設計や地質調査、測量を経て着工に向けた準備が進められる。

## インターチェンジなど
- IC番号欄の背景色が■である部分については道路が供用済みの区間を示している。また、施設名欄の背景色が■である部分は施設が供用されていない、または完成していないことを示す。未開通区間の名称は仮称。
- 英略字は、ICはインターチェンジ、JCTはジャンクション、PAはパーキングエリア、SAはサービスエリアをそれぞれ示す。
- 路線名の特記がない、越の原ICと接続しているのは穴水町道。
- 小矢部砺波JCT - 七尾IC間のキロポストについては小矢部砺波JCTを「100」とした減算方式で、七尾方面に行くほど数値が小さくなっていく。

| IC 番号                               | 施設名                                    | 接続路線名                                                                           | 起点から (km) | 備考                                                         | 所在地 | 所在地             |
| ------------------------------------- | ----------------------------------------- | ------------------------------------------------------------------------------------ | ------------- | ------------------------------------------------------------ | ------ | ------------------ |
| E41 東海北陸自動車道 岐阜・名古屋方面 |                                           |                                                                                      |               |                                                              |        |                    |
| 19                                    | 小矢部砺波JCT                             | E8 北陸自動車道                                                                      | 0.0           |                                                              | 富山県 | 砺波市             |
| 19                                    | 小矢部砺波JCT                             | E8 北陸自動車道                                                                      | 0.0           | 小矢部市                                                     | 富山県 |                    |
| -                                     | 小矢部東本線料金所                        | -                                                                                    |               |                                                              | 富山県 |                    |
| 1                                     | 小矢部東IC                                | 県道48号福光福岡線                                                                   | 2.4           |                                                              | 富山県 |                    |
| 2                                     | 福岡IC                                    | 国道8号（小矢部バイパス）                                                            | 6.9           |                                                              | 富山県 | 高岡市             |
| -                                     | 福岡PA/TB                                 |                                                                                      | 10.1          | TBは2018年6月20日廃止 IC設置は、2028年度末開設を目指し計画中 | 富山県 | 高岡市             |
| 3                                     | 高岡IC                                    | 国道8号                                                                              | 13.7          |                                                              | 富山県 | 高岡市             |
| 4                                     | 高岡北IC                                  | 県道32号小矢部伏木港線                                                               | 18.2          |                                                              | 富山県 | 高岡市             |
| 4-1                                   | 氷見南IC                                  | 県道76号氷見惣領志雄線                                                               | 23.5          |                                                              | 富山県 | 氷見市             |
| 5                                     | 氷見IC                                    | 国道415号（鞍川バイパス）                                                            | 29.4          |                                                              | 富山県 | 氷見市             |
| 6                                     | 氷見北IC                                  | 県道304号鹿西氷見線                                                                  | 32.2          |                                                              | 富山県 | 氷見市             |
| 7                                     | 灘浦IC                                    | 県道70号万尾脇方線                                                                   | 37.9          |                                                              | 富山県 | 氷見市             |
| -                                     | 能越県境PA（上り線） 能越県境PA（下り線） | -                                                                                    | 43.5 44.0     |                                                              | 富山県 | 氷見市             |
| -                                     | 能越県境PA（上り線） 能越県境PA（下り線） | -                                                                                    | 43.5 44.0     | 石川県                                                       | 七尾市 |                    |
| 8                                     | 七尾大泊IC                                | 国道160号                                                                            | 45.0          | 石川県                                                       | 七尾市 |                    |
| 9                                     | 七尾城山IC                                | 県道177号城山線                                                                      | 54.3          | 石川県                                                       | 七尾市 | 富山方面出入口のみ |
| 10                                    | 七尾IC                                    | 国道159号（七尾バイパス）                                                            | 57.5          | 石川県                                                       | 七尾市 |                    |
| -                                     | 病院東IC                                  | 国道249号（藤橋バイパス）                                                            |               | 石川県                                                       | 七尾市 | 事業中             |
| -                                     | 病院西IC                                  | 国道249号（七尾田鶴浜バイパス）                                                      |               | 石川県                                                       | 七尾市 | 事業中             |
| 現道（七尾田鶴浜バイパス）活用区間    |                                           |                                                                                      |               | 石川県                                                       | 七尾市 |                    |
|                                       | 田鶴浜IC                                  | 国道249号（七尾田鶴浜バイパス）                                                      | 0.0           | 石川県                                                       | 七尾市 |                    |
| -                                     | 徳田大津JCT                               | E86 のと里山海道                                                                     | 4.8           | 石川県                                                       | 七尾市 |                    |
| 現道（のと里山海道）活用区間          |                                           |                                                                                      |               |                                                              |        |                    |
|                                       | 穴水IC                                    | 県道1号七尾輪島線（輪島道路） 県道303号柏木穴水線                                    | 0.0           |                                                              | 石川県 | 鳳珠郡 穴水町      |
|                                       | のと里山空港IC                            | 県道303号柏木穴水線（珠洲道路） 県道271号漆原下出線 能登空港インター道路（計画路線） | 6.2           |                                                              | 石川県 | 輪島市             |
|                                       | のと三井IC                                | 県道37号輪島山田線                                                                   | 10.9          |                                                              | 石川県 | 輪島市             |
| -                                     | 輪島IC                                    | 国道249号（輪島バイパス）（事業中） 県道1号七尾輪島線（輪島道路）                    | 17.7          | 事業中                                                       | 石川県 | 輪島市             |

## 歴史
- 1978年（昭和53年）11月1日 - 「のと里山海道」にあたる横田IC - 此木IC（現在の穴水IC）開通[50]。
- 1980年（昭和55年）3月29日 - 「のと里山海道」にあたる徳田大津IC - 横田ICが開通[18]。
- 1987年（昭和62年）6月30日 - 第四次全国総合開発計画において能越自動車道決定[12]。
- 1988年度（昭和63年度） - 高岡砺波道路事業化。
- 1989年度（平成元年度） - 高岡砺波道路用地買収着手。
- 1990年（平成2年度）6月23日 - 高岡砺波道路着工[51]。
- 1992年度（平成4年度） - 氷見高岡道路事業化。
- 1993年（平成5年）5月10日 - 氷見高岡道路都市計画決定。
- 1996年（平成8年）
  - 3月28日 - 高岡砺波道路・小矢部砺波JCT - 福岡ICが完成4車線で開通[52]。
  - 年度 : 七尾氷見道路事業化。
- 1997年度（平成9年度） - 穴水道路事業化。
- 1998年（平成10年）
  - 4月19日 - 田鶴浜道路・田鶴浜IC - 徳田大津JCTが暫定2車線で開通[53]。
  - 7月31日 - 氷見IC - 七尾大泊ICの都市計画決定[17]。
- 1999年（平成11年）
  - 年度 - 穴水道路用地買収に着手。
  - 5月14日 - 穴水IC - 能登空港ICの都市計画決定[37]。
- 2000年（平成12年）
  - 2月22日 - 七尾大泊IC - 七尾ICの都市計画決定[17]。
  - 年度 : 穴水道路着工。
  - 4月3日 - 七尾氷見道路整備計画決定。
  - 7月19日 - 高岡砺波道路の福岡IC - 高岡ICが完成4車線で開通[52][54]。
- 2004年（平成16年）6月13日 - 高岡砺波道路の高岡IC - 高岡北ICが暫定2車線で開通[18]。
- 2005年（平成17年）5月 - 七尾氷見道路着工。
- 2006年（平成18年）
  - 年度 - 輪島道路の能登空港IC - 三井IC（仮称）間事業化。
  - 6月10日 - 穴水道路の穴水IC - 能登空港ICが暫定2車線で開通[18]。
- 2007年（平成19年）
  - 3月25日 - 能登半島地震発生、被災により田鶴浜道路が3月29日まで通行止めとなる。なお「のと里山海道」と重複する区間の完全復旧は、この年の年末までの時間を要した。
  - 4月15日 - 氷見高岡道路の高岡北IC - 氷見ICが暫定2車線で開通[52]。
- 2008年（平成20年）2月12日 - 七尾トンネル掘削開始。
- 2009年（平成21年）10月18日 - 七尾氷見道路の氷見IC - 氷見北ICが暫定2車線で開通[52]。
- 2010年（平成22年）6月11日 - 七尾トンネル貫通。
- 2012年（平成24年）
  - 3月25日 - 七尾氷見道路の氷見北IC - 灘浦ICが暫定2車線で開通[52]。
  - 年度 - 輪島道路の三井IC（仮称） - 輪島IC（仮称）間事業化[44]。
- 2013年（平成25年）
  - 3月24日 - 七尾氷見道路の七尾大泊IC - 七尾城山ICが暫定2車線で開通[18][55]。
  - 3月31日 - 田鶴浜道路の田鶴浜IC - 徳田大津JCT無料化[36]。同時に「のと里山海道」も無料化[36]。
- 2015年（平成27年）
  - 2月28日 - 七尾氷見道路の灘浦IC - 七尾大泊IC間[11][52][56]、七尾城山IC - 七尾IC間が暫定2車線で開通[11][52][56]。これにより七尾氷見道路が全線開通[11]。
  - 11月8日 - 能越県境PA供用開始[52][57][58][59]。
- 2016年（平成28年）
  - 3月27日 - 氷見南IC供用開始[52]。
  - 年度 - 田鶴浜七尾道路の病院西IC（仮称） - 七尾IC間事業化[19][21]。
  - 9月30日 - 能登空港ICの名称が「のと里山空港IC」に変更[60]。
- 2018年（平成30年）6月20日 - 福岡本線料金所廃止[52]。これにより小矢部砺波JCTから小矢部東ICの2.4 km以外の区間がすべて無料となった。
- 2022年（令和4年）8月23日 - 三井IC（仮称）の名称が「のと三井IC」に正式決定[39][61]。
- 2023年（令和5年）9月16日 - 輪島道路ののと里山空港IC - のと三井ICが暫定2車線で開通[42]。
- 2024年（令和6年）
  - 1月1日 - 令和6年能登半島地震発生、被災により全線通行止めとなる[62]。
  - 1月2日 - 同日21時までに、小矢部砺波JCT - 高岡IC間の通行止めが解除された[63]。
  - 1月3日 - 高岡IC - 七尾城山ICの七尾方面が、緊急車両に限り通行可能となった[64]。
  - 1月5日 - 高岡IC - 七尾城山IC間の通行止めが解除された[65]。
  - 1月10日 - 七尾城山IC - 七尾IC間の通行止めが解除された[66]。
  - 1月18日 - のと里山空港IC - のと三井IC間の穴水方面の通行止めが解除された[67]。
  - 2月2日 - のと里山空港IC - 穴水IC間の輪島方面の通行止めが解除され、あわせてのと三井IC - のと里山空港IC間が輪島方面への一方通行に変更[68]。
  - 2月27日 - のと里山空港IC - のと三井IC間の穴水方面の通行止めが解除されにて対面通行が再開[69]。
  - 7月17日 - のと里山空港IC - 穴水IC - 徳田大津IC間にて対面通行が再開した（のと里山海道の能登大橋周辺のみ片側交互通行）[70][71]。

### 開通予定年度
- 未定：七尾IC - 病院西IC（仮称）
- 未定：のと三井IC - 輪島IC（仮称）

## 路線状況

### 車線・最高速度
| 区間                   | 車線 上下線=上り線+下り線 | 最低速度 | 最高速度              | 最高速度       | 備考 |
| 区間                   | 車線 上下線=上り線+下り線 | 最低速度 | 大型貨物等 三輪・牽引 | 左記を除く車両 | 備考 |
| ---------------------- | ------------------------- | -------- | --------------------- | -------------- | ---- |
| 小矢部砺波JCT - 高岡IC | 4=2+2                     | 50 km/h  | 80 km/h               | 100 km/h       |      |
| 高岡IC - 七尾IC        | 2=1+1 （暫定2車線）       | （なし） | 70 km/h               | 70 km/h        |      |
| 田鶴浜IC - 徳田大津JCT | 2=1+1 （暫定2車線）       | （なし） | 70 km/h               | 70 km/h        |      |
| 穴水IC - のと三井IC    | 2=1+1 （暫定2車線）       | （なし） | 80 km/h               | 80 km/h        |      |

### 道路施設

#### サービスエリア・パーキングエリア
- 能越自動車道にはパーキングエリア (PA) が2か所設置されている。売店や給油所が設置されたエリアはない。なお「のと里山海道」との重複にあたる区間には、このほかに休憩施設が1か所設置されている。

#### トンネルの数
| 区間                    | 上り線 | 下り線 |
| ----------------------- | ------ | ------ |
| 小矢部砺波JCT - 高岡IC  | 0      | 0      |
| 高岡IC - 高岡北IC       | 0      | 0      |
| 高岡北IC - 氷見南IC     | 4      | 4      |
| 氷見南IC - 氷見IC       | 1      | 1      |
| 氷見IC - 氷見北IC       | 1      | 1      |
| 氷見北IC - 灘浦IC       | 4      | 4      |
| 灘浦IC - 七尾大泊IC     | 5      | 5      |
| 七尾大泊IC - 七尾城山IC | 4      | 4      |
| 七尾城山IC - 七尾IC     | 0      | 0      |
| 田鶴浜IC - 徳田大津JCT  | 1      | 1      |
| 穴水IC - のと里山空港IC | 0      | 0      |
| 合計                    | 20     | 20     |

- 高岡IC以北は暫定2車線の対面通行となっているため、建設されているトンネルは上下線で1本となっている。
- 穴水ICの下り出口ランプウェイにある穴水トンネルは含まれていない。

### 道路管理者
- 富山県道路公社
  - 能越自動車道管理事務所 : 小矢部砺波JCT - 高岡IC
- 国土交通省北陸地方整備局
  - 富山河川国道事務所 : 高岡IC - 富山・石川県境
  - 金沢河川国道事務所 : 富山・石川県境 - 七尾IC
- 石川県土木部
  - 中能登土木総合事務所 : 田鶴浜IC - 徳田大津JCT
- 国土交通省北陸地方整備局
  - 金沢河川国道事務所 : 穴水IC - のと里山空港IC

### 料金
普通車の場合
- 小矢部東TB：350円（ETCブースあり・割引制度なし）
- 料金徴収期間は2042年6月21日まで[72]。

小矢部砺波JCT - 高岡ICについては、開通当初は本線料金所を設けず、各インターチェンジの料金所で日本道路公団管轄の高速道路と能越自動車道の料金を併せて支払う（逆に能越自動車道から日本道路公団管轄の高速道路へ出た場合は、日本道路公団管轄のインターチェンジで能越自動車道の料金も併せて支払う）方式をとっていた。その後、高岡IC以北は無料で供用する方針になったことに加え、富山県道路公社の料金所維持にかかる費用の低減を目的として、高岡北ICに延伸した2009年に、小矢部東IC・福岡IC・高岡IC料金所を廃止、新たに小矢部東本線料金所・福岡本線料金所を設けて、前者で小矢部砺波JCT - 小矢部東ICの料金210円を、後者で福岡IC - 高岡ICの料金200円を支払う方式に変更された（この時点で小矢部東IC - 福岡ICは実質無料化。また小矢部東IC・福岡IC・高岡ICの料金所施設はブースを撤去したものの屋根などが残されている。）。さらに、2018年6月20日に福岡本線料金所が廃止され、能越自動車道の料金の支払いは小矢部東本線料金所のみとなった。これにより、小矢部砺波JCT - 小矢部東ICは値上げとなるものの、小矢部東IC以北は実質無料で通行できる。
なお田鶴浜道路の無料化前は、田鶴浜ICにあった本線料金所で100円（軽自動車等も同額）を徴収していた。

### 交通量
24時間交通量（台） 道路交通センサス
| 区間                       | 平成17（2005）年度                 | 平成22（2010）年度                 | 平成27（2015）年度                 |
| -------------------------- | ---------------------------------- | ---------------------------------- | ---------------------------------- |
| 小矢部砺波JCT - 小矢部東IC | 05,295                             | 05,113                             | 06,065                             |
| 小矢部東IC - 福岡IC        | 05,295                             | 05,113                             | 06,065                             |
| 福岡IC - 高岡IC            | 05,357                             | 05,161                             | 06,074                             |
| 高岡IC - 高岡北IC          | 05,013                             | 08,683                             | 10,889                             |
| 高岡北IC - 氷見南IC        | 調査当時未開通                     | 06,729                             | 09,077                             |
| 氷見南IC - 氷見IC          | 調査当時未開通                     | 06,729                             | 09,077                             |
| 氷見IC - 氷見北IC          | 調査当時未開通                     | 02,502                             | 05,230                             |
| 氷見北IC - 灘浦IC          | 調査当時未開通                     | 調査当時未開通                     | 04,844                             |
| 灘浦IC - 七尾大泊IC        | 調査当時未開通                     | 調査当時未開通                     | 03,810                             |
| 七尾大泊IC - 七尾城山IC    | 調査当時未開通                     | 調査当時未開通                     | 04,275                             |
| 七尾城山IC - 七尾IC        | 調査当時未開通                     | 調査当時未開通                     | 01,195                             |
| 七尾IC - 病院西IC間        | 未開通                             | 未開通                             | 未開通                             |
| 病院西IC - 田鶴浜IC間      | 現道活用区間（七尾田鶴浜バイパス） | 現道活用区間（七尾田鶴浜バイパス） | 現道活用区間（七尾田鶴浜バイパス） |
| 田鶴浜IC - 徳田大津JCT     | 03,049                             | 02,759                             | 09,756                             |
| 穴水IC - のと里山空港IC    | 調査当時未開通                     | 04,244                             | 05,869                             |
| のと里山空港IC - 輪島IC間  | 未開通                             | 未開通                             | 未開通                             |

（出典：「平成22年度道路交通センサス」・「平成27年度全国道路・街路交通情勢調査」（国土交通省ホームページ）より一部データを抜粋して作成）
- 令和2年度に実施予定だった交通量調査は、新型コロナウイルスの影響で延期された[74]。

## 地理

### 通過する自治体
- 富山県
  - 砺波市 - 小矢部市 - 高岡市 - 氷見市
- 石川県
  - 七尾市 - 羽咋郡志賀町 - 鳳珠郡穴水町 - 輪島市

### 接続する高速道路
- E41 東海北陸自動車道（小矢部砺波JCTで接続）
- E8 北陸自動車道（小矢部砺波JCTで接続）
- E86 のと里山海道（徳田大津JCTで接続）